# Élections présidentielles sous la Cinquième République en Meurthe-et-Moselle
Depuis l'adoption de la Constitution de la Cinquième République française en 1958, dix élections présidentielles ont eu lieu afin d'élire le président de la République. Cette page présente les résultats de ces élections en Meurthe-et-Moselle.

## Synthèse des résultats du second tour
Jusqu'en 1995, la Meurthe-et-Moselle avait tendance  à voter plus à gauche que la France. C'est en particulier le cas en 1974 et 1995 où le département a placé en tête respectivement François Mitterrand (50,52 %) et Lionel Jospin (51,99 %) alors qu'au niveau national ont été élus Valéry Giscard d'Estaing (50,81 %) et Jacques Chirac (52,64 %). Le département vote ensuite dans la tendance nationale. En 2017, Emmanuel Macron obtient 5,5 points de moins qu'au niveau national et obtient en 2022 4 points de moins que son score au niveau national.
| 2022 | Emmanuel Macron (54,41%) (France : 58,55 %) | Marine Le Pen (45,59%) (France : 41,45 %) | 72,92% (France : 71,99 %) | 8,24% (France : 8,66 %) |

| 2017 | Emmanuel Macron (60,66 %) (France : 66,10 %) | Marine Le Pen (39,34 %) (France : 33,90 %) | 74,78 % (France : 77,77 %) | 1,79 % (France : 2,47 %) |

| 2012 | François Hollande (53,06 %) (France : 51,64 %) | Nicolas Sarkozy (46,94 %) (France : 48,36 %) | 79,95 % (France : 80,35 %) | 1,58 % (France : 5,82 %) |

| 2007 | Nicolas Sarkozy (51,12 %) (France : 53,06 %) | Ségolène Royal (48,88 %) (France : 46,94 %) | 83,86 % (France : 83,97 %) | 1,23 % (France : 4,20 %) |

| 2002 | Jacques Chirac (81,72 %) (France : 82,21 %) | J.-M. Le Pen (18,28 %) (France : 17,79 %) | 70,98 % (France : 79,71 %) | 3,02 % (France : 3,38 %) |

| 1995 | Jacques Chirac (48,01 %) (France : 52,64 %) | Lionel Jospin (51,99 %) (France : 47,36 %) | 78,56 % (France : 78,38 %) | 2,58 % (France : 2,81 %) |

| 1988 | François Mitterrand (58,29 %) (France : 54,02 %) | Jacques Chirac (41,71 %) (France : 45,98 % %) | 80,02 % (France : 81,35 %) | 1,95 % (France : 2,00 %) |

| 1981 | François Mitterrand (54,18 %) (France : 51,76 %) | Valéry Giscard d'Estaing (45,82 %) (France : 48,24 %) | 80,61 % (France : 81,09 %) | 1,5 % (France : 1,62 %) |

| 1974 | Valéry Giscard d'Estaing (49,48 %) (France : 50,81 %) | François Mitterrand (50,52 %) (France : 49,19 %) | 84,6 % (France : 84,23 %) | 0,86 % (France : 0,92 %) |

| 1969 | Georges Pompidou (58,15 %) (France : 58,21 %) | Alain Poher (41,85 %) (France : 41,79 %) | 77,43 % (France : 77,59 %) | 1,41 % (France : 1,29 %) |

| 1965 | Charles de Gaulle (58,69 %) (France : 55,20 %) | François Mitterrand (41,31 %) (France : 44,80 %) | 86,78 % (France : 84,75 %) | 0,98 % (France : 1,01 %) |

|  | ▲ |

## Résultats détaillés par scrutin

### 2022
Arrivé en tête du premier tour, le président sortant Emmanuel Macron (27,85 %) affronte Marine Le Pen (23,15 %), un duel identique à celui du scrutin de 2017. C'est la deuxième fois qu'un second tour opposant les mêmes candidats à deux scrutins présidentiels consécutifs a lieu après ceux où se sont affrontés Valéry Giscard d'Estaing et François Mitterrand en 1974 et 1981.
En troisième position avec 21,95 % des voix, Jean-Luc Mélenchon réalise le score le plus élevé de ses trois candidatures et arrive largement en tête de la gauche, mais échoue à accéder au second tour, avec environ 400 000 voix de moins que Marine Le Pen.
Une nouvelle fois, les partis politiques traditionnels sont absents du second tour, dans des proportions encore plus importantes que lors de la précédente élection. Le Parti socialiste et Les Républicains, représentés respectivement par Anne Hidalgo et Valérie Pécresse, s'effondrent avec des scores historiquement faibles et n'atteignent pas le seuil des 5 %, condition permettant d'être remboursé des frais de campagne.
Pour la première fois, les candidatures classées à l'extrême droite dépassent le seuil de 30 % des suffrages exprimés au premier tour tandis que les sondages d'opinion laissent annoncer un duel serré face au président sortant, la possibilité d'une victoire pour Marine Le Pen étant pour la première fois envisagée par ceux-ci.
Le second tour voit Emmanuel Macron l'emporter par 58,55 % des suffrages exprimés, permettant ainsi au président sortant d'entamer un second mandat. Le septennat ayant été aboli en 2000, il devient ainsi le premier président de la République française à être réélu pour un deuxième quinquennat, le deuxième président de la Cinquième République réélu hors période de cohabitation et le quatrième président de la Cinquième République réélu
En Meurthe-et-Moselle, Marine Le Pen arrive en tête du premier tour avec 27,49%, suivie de Emmanuel Macron (26,92%),Jean-Luc Mélenchon (20,89%) et de Éric Zemmour (6,65%). Au second tour, les électeurs ont voté à 54,41% pour Emmanuel Macron contre 45,59% pour Marine Le Pen avec un taux de participation de 72,92% des inscrits.
| Candidats                | Candidats                | Partis                   | Premier tour | Premier tour | Second tour | Second tour |
| Candidats                | Candidats                | Partis                   | Voix         | %            | Voix        | %           |
| ------------------------ | ------------------------ | ------------------------ | ------------ | ------------ | ----------- | ----------- |
|                          | Marine Le Pen            | RN                       | 97 243       | 27,49        | 150 177     | 45,59       |
|                          | Emmanuel Macron          | LREM                     | 95 252       | 26,92        | 179 237     | 54,41       |
|                          | Jean-Luc Mélenchon       | LFI                      | 73 892       | 20,89        |             |             |
|                          | Éric Zemmour             | REC                      | 23 518       | 6,65         |             |             |
|                          | Yannick Jadot            | EELV                     | 14 588       | 4,12         |             |             |
|                          | Valérie Pécresse         | LR                       | 13 387       | 3,78         |             |             |
|                          | Jean Lassalle            | RES                      | 8 739        | 2,47         |             |             |
|                          | Fabien Roussel           | PCF                      | 7 961        | 2,25         |             |             |
|                          | Nicolas Dupont-Aignan    | DLF                      | 7 271        | 2,06         |             |             |
|                          | Anne Hidalgo             | PS                       | 6 362        | 1,80         |             |             |
|                          | Philippe Poutou          | NPA                      | 3 214        | 0,91         |             |             |
|                          | Nathalie Arthaud         | LO                       | 2 373        | 0,67         |             |             |
|                          |                          |                          |              |              |             |             |
| Votes valides            | Votes valides            | Votes valides            | 353 800      | 97,97        | 329 414     | 91,76       |
| Votes blancs             | Votes blancs             | Votes blancs             | 5 092        | 1,41         | 22 316      | 6,22        |
| Votes nuls               | Votes nuls               | Votes nuls               | 2 246        | 0,62         | 7 249       | 2,02        |
| Total                    | Total                    | Total                    | 361 138      | 100          | 358 979     | 100         |
| Abstention               | Abstention               | Abstention               | 130 919      | 26,61        | 133 308     | 27,08       |
| Inscrits / participation | Inscrits / participation | Inscrits / participation | 492 057      | 73,39        | 492 287     | 72,92       |

### 2017
Le premier tour de l'élection présidentielle de 2017 voit s'affronter onze candidats. Emmanuel Macron arrive en tête devant Marine Le Pen et tous deux se qualifient pour le second tour. Néanmoins, avec François Fillon et Jean-Luc Mélenchon, les scores des quatre candidats ayant recueilli le plus de voix sont serrés (4,43 points entre le 1er et le 4e). Pour la première fois, aucun des candidats des deux partis politiques pourvoyeurs jusque-là des présidents de la Ve République, n'est présent au second tour. Celui-ci se tient le dimanche 7 mai et se solde par la victoire d'Emmanuel Macron, avec un total de 20 753 798 bulletins de vote en sa faveur, soit 66,10 % des suffrages exprimés, face à la candidate du Front national, qui recueille 33,90 %. Le scrutin est néanmoins marqué par une forte abstention et par un record de votes blancs ou nuls.
En Meurthe-et-Moselle, Marine Le Pen arrive en tête du premier tour avec 25,86 % des exprimés, suivie de Emmanuel Macron (22,04 %), Jean-Luc Mélenchon (20,38 %), François Fillon (16,5 %) et Benoît Hamon (6,22 %). Au second tour, les électeurs ont voté à 60,66 % pour Emmanuel Macron contre 39,34 % pour Marine Le Pen avec un taux de participation de 74,78 % des inscrits.
|             | FN          | Marine Le Pen         | 98 194  | 25,86 %    | 128 902 | 39,34 %    |  |  |
|             | EM          | Emmanuel Macron       | 83 703  | 22,04 %    | 198 750 | 60,66 %    |  |  |
|             | LFi         | Jean-Luc Mélenchon    | 77 400  | 20,38 %    |         |            |  |  |
|             | LR          | François Fillon       | 62 654  | 16,5 %     |         |            |  |  |
|             | PS          | Benoît Hamon          | 23 632  | 6,22 %     |         |            |  |  |
|             | DlF         | Nicolas Dupont-Aignan | 19 331  | 5,09 %     |         |            |  |  |
|             | NPA         | Philippe Poutou       | 4 483   | 1,18 %     |         |            |  |  |
|             | UPR         | François Asselineau   | 3 458   | 0,91 %     |         |            |  |  |
|             | RES         | Jean Lassalle         | 3 236   | 0,85 %     |         |            |  |  |
|             | LO          | Nathalie Arthaud      | 2 942   | 0,77 %     |         |            |  |  |
|             | SeP         | Jacques Cheminade     | 733     | 0,19 %     |         |            |  |  |
|             |             |                       |         |            |         |            |  |  |
|             |             |                       | Nombre  | % inscrits | Nombre  | % inscrits |  |  |
| Inscrits    | Inscrits    | Inscrits              | 495 091 |            | 495 086 |            |  |  |
| Abstentions | Abstentions | Abstentions           | 106 495 | 21,51 %    | 124 859 | 25,22 %    |  |  |
| Votants     | Votants     | Votants               | 388 596 | 78,49 %    | 370 227 | 74,78 %    |  |  |
|             |             |                       |         |            |         |            |  |  |
|             |             |                       |         | % votants  |         | % votants  |  |  |
| Blancs      | Blancs      | Blancs                | 6 469   | 1,31 %     | 32 546  | 6,57 %     |  |  |
| Nuls        | Nuls        | Nuls                  | 2 361   | 0,48 %     | 10 029  | 2,03 %     |  |  |
| Exprimés    | Exprimés    | Exprimés              | 379 766 | 76,71 %    | 327 652 | 66,18 %    |  |  |

### 2012
Hollande, désigné par le PS à la suite d'une primaire ouverte, devance Sarkozy dès le premier tour de l'élection présidentielle de 2012 : c'est la première fois qu'un président sortant est ainsi devancé. Au second tour, Sarkozy est battu mais par un écart plus faible qu'attendu.
En Meurthe-et-Moselle, François Hollande arrive en tête du premier tour avec 27,92 % des exprimés, suivi de Nicolas Sarkozy (24,21 %), Marine Le Pen (21,17 %), Jean-Luc Mélenchon (12,07 %) et François Bayrou (8,69 %). Au second tour, les électeurs ont voté à 53,06 % pour François Hollande contre 46,94 % pour Nicolas Sarkozy avec un taux de participation de 79,73 % des inscrits.
|                | PS             | François Hollande     | 108 870 | 27,92 %    | 196 628 | 53,06 %    |  |  |
|                | UMP            | Nicolas Sarkozy       | 94 415  | 24,21 %    | 173 929 | 46,94 %    |  |  |
|                | FN             | Marine Le Pen         | 82 538  | 21,17 %    |         |            |  |  |
|                | FG             | Jean-Luc Mélenchon    | 47 042  | 12,07 %    |         |            |  |  |
|                | MoDem          | François Bayrou       | 33 871  | 8,69 %     |         |            |  |  |
|                | DLF            | Nicolas Dupont-Aignan | 7 447   | 1,91 %     |         |            |  |  |
|                | EELV           | Éva Joly              | 7 058   | 1,81 %     |         |            |  |  |
|                | NPA            | Philippe Poutou       | 4 988   | 1,28 %     |         |            |  |  |
|                | LO             | Nathalie Arthaud      | 2 582   | 0,66 %     |         |            |  |  |
|                | S&P            | Jacques Cheminade     | 1 092   | 0,28 %     |         |            |  |  |
|                |                |                       |         |            |         |            |  |  |
|                |                |                       | Nombre  | % inscrits | Nombre  | % inscrits |  |  |
| Inscrits       | Inscrits       | Inscrits              | 495 506 |            | 495 452 |            |  |  |
| Abstentions    | Abstentions    | Abstentions           | 99 361  | 20,05 %    | 100 447 | 20,27 %    |  |  |
| Votants        | Votants        | Votants               | 396 145 | 79,95 %    | 395 005 | 79,73 %    |  |  |
|                |                |                       |         |            |         |            |  |  |
|                |                |                       |         | % votants  |         | % votants  |  |  |
| Blancs ou nuls | Blancs ou nuls | Blancs ou nuls        | 6 242   | 1,58 %     | 24 448  | 6,19 %     |  |  |
| Exprimés       | Exprimés       | Exprimés              | 389 903 | 98,42 %    | 370 557 | 98,42 %    |  |  |

### 2007
Au premier tour de l'élection présidentielle de 2007, Sarkozy réussit à capter une partie des voix de Le Pen et arrive largement en tête. Royal est la première femme qualifiée pour le second tour d'une élection présidentielle. Elle est battue avec une avance de 6 points.
En Meurthe-et-Moselle, Nicolas Sarkozy arrive en tête du premier tour avec 28,46 % des exprimés, suivi de Ségolène Royal (25,52 %), François Bayrou (18,27 %), Jean-Marie Le Pen (12,57 %) et Olivier Besancenot (5,43 %). Au second tour, les électeurs ont voté à 51,12 % pour Nicolas Sarkozy contre 48,88 % pour Ségolène Royal avec un taux de participation de 83,22 % des inscrits.
|                | UMP            | Nicolas Sarkozy      | 115 573 | 28,46 %    | 199 441 | 51,12 %    |  |  |
|                | PS             | Ségolène Royal       | 103 637 | 25,52 %    | 190 727 | 48,88 %    |  |  |
|                | UDF            | François Bayrou      | 74 170  | 18,27 %    |         |            |  |  |
|                | FN             | Jean-Marie Le Pen    | 51 044  | 12,57 %    |         |            |  |  |
|                | LCR            | Olivier Besancenot   | 22 067  | 5,43 %     |         |            |  |  |
|                | GPA            | Marie-George Buffet  | 8 712   | 2,15 %     |         |            |  |  |
|                | MPF            | Philippe de Villiers | 7 965   | 1,96 %     |         |            |  |  |
|                | LO             | Arlette Laguiller    | 7 700   | 1,9 %      |         |            |  |  |
|                | Les Verts      | Dominique Voynet     | 6 424   | 1,58 %     |         |            |  |  |
|                | SE             | José Bové            | 4 720   | 1,16 %     |         |            |  |  |
|                | CPNT           | Frédéric Nihous      | 2 810   | 0,69 %     |         |            |  |  |
|                | CNRSP          | Gérard Schivardi     | 1 234   | 0,3 %      |         |            |  |  |
|                |                |                      |         |            |         |            |  |  |
|                |                |                      | Nombre  | % inscrits | Nombre  | % inscrits |  |  |
| Inscrits       | Inscrits       | Inscrits             | 490 248 |            | 490 176 |            |  |  |
| Abstentions    | Abstentions    | Abstentions          | 79 148  | 16,14 %    | 82 248  | 16,78 %    |  |  |
| Votants        | Votants        | Votants              | 411 100 | 83,86 %    | 407 928 | 83,22 %    |  |  |
|                |                |                      |         |            |         |            |  |  |
|                |                |                      |         | % votants  |         | % votants  |  |  |
| Blancs ou nuls | Blancs ou nuls | Blancs ou nuls       | 5 044   | 1,23 %     | 17 760  | 4,35 %     |  |  |
| Exprimés       | Exprimés       | Exprimés             | 406 056 | 98,77 %    | 390 168 | 95,65 %    |  |  |

### 2002
Après cinq années de cohabitation, un duel est attendu entre Chirac et le Premier ministre Jospin lors de l'élection présidentielle de 2002, mais, à la surprise générale, ce dernier est devancé par Le Pen au premier tour. Au second tour, Chirac bénéficie du ralliement de la gauche et reçoit un score sans précédent. Il s'agit de la première élection pour un mandat de cinq ans et non plus sept.
En Meurthe-et-Moselle, Jacques  Chirac arrive en tête du premier tour avec 18,41 % des exprimés, suivi de Jean-Marie  Le Pen (18,11 %), Lionel  Jospin (16,16 %), Arlette Laguiller (7,55 %) et François Bayrou (6,36 %). Au second tour, les électeurs ont voté à 81,72 % pour Jacques  Chirac contre 18,28 % pour Jean-Marie  Le Pen avec un taux de participation de 79,18 % des inscrits.
|                | RPR            | Jacques Chirac          | 59 478  | 18,41 %    | 287 148 | 81,72 %    |  |  |
|                | FN             | Jean-Marie Le Pen       | 58 515  | 18,11 %    | 64 244  | 18,28 %    |  |  |
|                | PS             | Lionel Jospin           | 52 222  | 16,16 %    |         |            |  |  |
|                | LO             | Arlette Laguiller       | 24 407  | 7,55 %     |         |            |  |  |
|                | UDF            | François Bayrou         | 20 540  | 6,36 %     |         |            |  |  |
|                | MC             | Jean-Pierre Chevènement | 18 505  | 5,73 %     |         |            |  |  |
|                | Les Verts      | Noël Mamère             | 17 307  | 5,36 %     |         |            |  |  |
|                | LCR            | Olivier Besancenot      | 15 604  | 4,83 %     |         |            |  |  |
|                | PC             | Robert Hue              | 11 979  | 3,71 %     |         |            |  |  |
|                | DL             | Alain Madelin           | 11 316  | 3,5 %      |         |            |  |  |
|                | MNR            | Bruno Mégret            | 8 892   | 2,75 %     |         |            |  |  |
|                | CPNT           | Jean Saint-Josse        | 6 821   | 2,11 %     |         |            |  |  |
|                | PRG            | Christiane Taubira      | 6 211   | 1,92 %     |         |            |  |  |
|                | Cap21          | Corinne Lepage          | 6 035   | 1,87 %     |         |            |  |  |
|                | FRS            | Christine Boutin        | 3 542   | 1,1 %      |         |            |  |  |
|                | PT             | Daniel Gluckstein       | 1 770   | 0,55 %     |         |            |  |  |
|                |                |                         |         |            |         |            |  |  |
|                |                |                         | Nombre  | % inscrits | Nombre  | % inscrits |  |  |
| Inscrits       | Inscrits       | Inscrits                | 469 461 |            | 469 424 |            |  |  |
| Abstentions    | Abstentions    | Abstentions             | 136 250 | 29,02 %    | 97 731  | 20,82 %    |  |  |
| Votants        | Votants        | Votants                 | 333 211 | 70,98 %    | 371 693 | 79,18 %    |  |  |
|                |                |                         |         |            |         |            |  |  |
|                |                |                         |         | % votants  |         | % votants  |  |  |
| Blancs ou nuls | Blancs ou nuls | Blancs ou nuls          | 10 067  | 3,02 %     | 20 301  | 5,46 %     |  |  |
| Exprimés       | Exprimés       | Exprimés                | 323 144 | 96,98 %    | 351 392 | 94,54 %    |  |  |

### 1995
Après une nouvelle cohabitation et alors que la droite est particulièrement divisée entre Chirac et le Premier ministre Balladur, Jospin réussit à arriver en tête au premier tour de l'élection présidentielle de 1995, malgré la très lourde défaite de la gauche aux législatives de 1993. Au second tour, il est battu par Chirac.
En Meurthe-et-Moselle, Lionel Jospin arrive en tête du premier tour avec 23,61 % des exprimés, suivi de Jean-Marie Le Pen (18,12 %), Édouard Balladur (18,07 %), Jacques Chirac (17,72 %) et Robert Hue (8,34 %). Au second tour, les électeurs ont voté à 51,99 % pour Lionel Jospin contre 48,01 % pour Jacques Chirac avec un taux de participation de 79,2 % des inscrits.
|                | PS             | Lionel Jospin        | 85 039  | 23,61 %    | 181 544 | 51,99 %    |  |  |
|                | FN             | Jean-Marie Le Pen    | 65 291  | 18,12 %    |         |            |  |  |
|                | RPR            | Édouard Balladur     | 65 107  | 18,07 %    |         |            |  |  |
|                | RPR            | Jacques Chirac       | 63 832  | 17,72 %    | 167 613 | 48,01 %    |  |  |
|                | PC             | Robert Hue           | 30 039  | 8,34 %     |         |            |  |  |
|                | LO             | Arlette Laguiller    | 23 313  | 6,47 %     |         |            |  |  |
|                | MPF            | Philippe de Villiers | 14 177  | 3,94 %     |         |            |  |  |
|                | Les Verts      | Dominique Voynet     | 12 457  | 3,46 %     |         |            |  |  |
|                | S&P            | Jacques Cheminade    | 977     | 0,27 %     |         |            |  |  |
|                |                |                      |         |            |         |            |  |  |
|                |                |                      | Nombre  | % inscrits | Nombre  | % inscrits |  |  |
| Inscrits       | Inscrits       | Inscrits             | 470 685 |            | 470 561 |            |  |  |
| Abstentions    | Abstentions    | Abstentions          | 100 904 | 21,44 %    | 97 897  | 20,8 %     |  |  |
| Votants        | Votants        | Votants              | 369 781 | 78,56 %    | 372 664 | 79,2 %     |  |  |
|                |                |                      |         |            |         |            |  |  |
|                |                |                      |         | % votants  |         | % votants  |  |  |
| Blancs ou nuls | Blancs ou nuls | Blancs ou nuls       | 9 549   | 2,58 %     | 23 507  | 6,31 %     |  |  |
| Exprimés       | Exprimés       | Exprimés             | 360 232 | 97,42 %    | 349 157 | 93,69 %    |  |  |

### 1988
Après deux ans de cohabitation, Mitterrand affronte le Premier ministre Chirac lors de l'élection présidentielle de 1988. Le Pen obtient au premier tour un score jusque-là sans précédent pour un parti d'extrême droite. Au second tour, Mitterrand est facilement réélu.
En Meurthe-et-Moselle, François Mitterrand arrive en tête du premier tour avec 35,09 % des exprimés, suivi de Raymond Barre (17,98 %), Jacques Chirac (15,63 %), Jean-Marie Le Pen (14,85 %) et André Lajoinie (6,81 %). Au second tour, les électeurs ont voté à 58,29 % pour François Mitterrand contre 41,71 % pour Jacques Chirac avec un taux de participation de 82,63 % des inscrits.
|                | PS                    | François Mitterrand | 129 259 | 35,09 %    | 217 371 | 58,29 %    |  |  |
|                | SE                    | Raymond Barre       | 66 230  | 17,98 %    |         |            |  |  |
|                | RPR                   | Jacques Chirac      | 57 583  | 15,63 %    | 155 568 | 41,71 %    |  |  |
|                | FN                    | Jean-Marie Le Pen   | 54 695  | 14,85 %    |         |            |  |  |
|                | PC                    | André Lajoinie      | 25 075  | 6,81 %     |         |            |  |  |
|                | Les Verts             | Antoine Waechter    | 15 484  | 4,2 %      |         |            |  |  |
|                | LO                    | Arlette Laguiller   | 9 697   | 2,63 %     |         |            |  |  |
|                | Communiste rénovateur | Pierre Juquin       | 8 676   | 2,36 %     |         |            |  |  |
|                | MPT                   | Pierre Boussel      | 1 684   | 0,46 %     |         |            |  |  |
|                |                       |                     |         |            |         |            |  |  |
|                |                       |                     | Nombre  | % inscrits | Nombre  | % inscrits |  |  |
| Inscrits       | Inscrits              | Inscrits            | 469 562 |            | 469 317 |            |  |  |
| Abstentions    | Abstentions           | Abstentions         | 93 835  | 19,98 %    | 81 519  | 17,37 %    |  |  |
| Votants        | Votants               | Votants             | 375 727 | 80,02 %    | 387 798 | 82,63 %    |  |  |
|                |                       |                     |         |            |         |            |  |  |
|                |                       |                     |         | % votants  |         | % votants  |  |  |
| Blancs ou nuls | Blancs ou nuls        | Blancs ou nuls      | 7 344   | 1,95 %     | 14 859  | 3,83 %     |  |  |
| Exprimés       | Exprimés              | Exprimés            | 368 383 | 98,05 %    | 372 939 | 96,17 %    |  |  |

### 1981
Lors de l'élection présidentielle de 1981, Giscard d'Estaing arrive en tête au premier tour et affronte, comme la fois précédente, Mitterrand. Pour la première fois, un président sortant est battu : Mitterrand devient le premier président de gauche de la Ve République.
En Meurthe-et-Moselle, Valéry Giscard d'Estaing arrive en tête du premier tour avec 29,49 % des exprimés, suivi de François Mitterrand (26,66 %), Georges Marchais (17,76 %), Jacques Chirac (13,77 %) et Brice Lalonde (3,61 %). Au second tour, les électeurs ont voté à 50,52 % pour François Mitterrand contre 45,82 % pour Valéry Giscard d'Estaing avec un taux de participation de 85,5 % des inscrits.
|                | UDF            | Valéry Giscard d'Estaing | 108 543 | 29,49 %    | 177 555 | 45,82 %    |  |  |
|                | PS             | François Mitterrand      | 98 100  | 26,66 %    | 209 973 | 54,18 %    |  |  |
|                | PC             | Georges Marchais         | 65 345  | 17,76 %    |         |            |  |  |
|                | RPR            | Jacques Chirac           | 50 693  | 13,77 %    |         |            |  |  |
|                | MEP            | Brice Lalonde            | 13 280  | 3,61 %     |         |            |  |  |
|                | LO             | Arlette Laguiller        | 9 469   | 2,57 %     |         |            |  |  |
|                | MRG            | Michel Crépeau           | 6 728   | 1,83 %     |         |            |  |  |
|                | Divers droite  | Michel Debré             | 6 481   | 1,76 %     |         |            |  |  |
|                | Divers droite  | Marie-France Garaud      | 5 037   | 1,37 %     |         |            |  |  |
|                | PSU            | Huguette Bouchardeau     | 4 338   | 1,18 %     |         |            |  |  |
|                |                |                          |         |            |         |            |  |  |
|                |                |                          | Nombre  | % inscrits | Nombre  | % inscrits |  |  |
| Inscrits       | Inscrits       | Inscrits                 | 463 469 |            | 464 199 |            |  |  |
| Abstentions    | Abstentions    | Abstentions              | 89 861  | 19,39 %    | 67 315  | 14,5 %     |  |  |
| Votants        | Votants        | Votants                  | 373 608 | 80,61 %    | 396 884 | 85,5 %     |  |  |
|                |                |                          |         |            |         |            |  |  |
|                |                |                          |         | % votants  |         | % votants  |  |  |
| Blancs ou nuls | Blancs ou nuls | Blancs ou nuls           | 5 594   | 1,5 %      | 9 356   | 2,36 %     |  |  |
| Exprimés       | Exprimés       | Exprimés                 | 368 014 | 98,5 %     | 387 528 | 97,64 %    |  |  |

### 1974
L'élection présidentielle de 1974 est une élection anticipée à la suite de la mort de Pompidou. Mitterrand, candidat unique de la gauche, est largement en tête au premier tour devant Giscard d'Estaing, qui distance lui-même Chaban-Delmas. Au terme d'une campagne animée, marquée par un débat télévisé tendu, Giscard d'Estaing l'emporte avec une très courte avance.
En Meurthe-et-Moselle, François Mitterrand arrive en tête du premier tour avec 46,53 % des exprimés, suivi de Valéry Giscard d'Estaing (36,65 %), Jacques Chaban-Delmas (9,76 %), Jean Royer (2,28 %) et Arlette Laguiller (1,65 %). Au second tour, les électeurs ont voté à 50,52 % pour François Mitterrand contre 49,48 % pour Valéry Giscard d'Estaing avec un taux de participation de 87,39 % des inscrits.
|                | PS             | François Mitterrand      | 152 796 | 46,53 %    | 170 992 | 50,52 %    |  |  |
|                | RI             | Valéry Giscard d'Estaing | 120 340 | 36,65 %    | 167 479 | 49,48 %    |  |  |
|                | UDR            | Jacques Chaban-Delmas    | 32 061  | 9,76 %     |         |            |  |  |
|                | SE             | Jean Royer               | 7 492   | 2,28 %     |         |            |  |  |
|                | LO             | Arlette Laguiller        | 5 417   | 1,65 %     |         |            |  |  |
|                | SE, écologiste | René Dumont              | 4 197   | 1,28 %     |         |            |  |  |
|                | MDSF           | Émile Muller             | 2 228   | 0,68 %     |         |            |  |  |
|                | FN             | Jean-Marie Le Pen        | 1 628   | 0,5 %      |         |            |  |  |
|                | FCR            | Alain Krivine            | 1 082   | 0,33 %     |         |            |  |  |
|                | NAR            | Bertrand Renouvin        | 507     | 0,15 %     |         |            |  |  |
|                | MFE            | Jean-Claude Sebag        | 438     | 0,13 %     |         |            |  |  |
|                |                |                          |         |            |         |            |  |  |
|                |                |                          | Nombre  | % inscrits | Nombre  | % inscrits |  |  |
| Inscrits       | Inscrits       | Inscrits                 | 391 551 |            | 391 456 |            |  |  |
| Abstentions    | Abstentions    | Abstentions              | 60 297  | 15,4 %     | 49 345  | 12,61 %    |  |  |
| Votants        | Votants        | Votants                  | 331 254 | 84,6 %     | 342 111 | 87,39 %    |  |  |
|                |                |                          |         |            |         |            |  |  |
|                |                |                          |         | % votants  |         | % votants  |  |  |
| Blancs ou nuls | Blancs ou nuls | Blancs ou nuls           | 2 865   | 0,86 %     | 3 640   | 1,06 %     |  |  |
| Exprimés       | Exprimés       | Exprimés                 | 328 389 | 99,14 %    | 338 471 | 98,94 %    |  |  |

### 1969
L'élection présidentielle de 1969 est une élection anticipée à la suite de la démission de De Gaulle. La gauche se lance désunie dans la course et, bien que Duclos (PCF) manque de le devancer, c'est le président par intérim Poher qui accède au second tour face à l'ex-Premier ministre Pompidou. Alors que Duclos refuse d'appeler à voter au second tour pour « bonnet blanc ou blanc bonnet », Pompidou est finalement largement élu.
En Meurthe-et-Moselle, Georges Pompidou arrive en tête du premier tour avec 43,9 % des exprimés, suivi de Alain Poher (25,15 %), Jacques Duclos (20,79 %), Michel Rocard (4,06 %) et Gaston Defferre (3,77 %). Au second tour, les électeurs ont voté à 58,15 % pour Georges Pompidou contre 41,85 % pour Alain Poher avec un taux de participation de 66,1 % des inscrits.
|                | UDR            | Georges Pompidou | 126 763 | 43,9 %     | 135 757 | 58,15 %    |  |  |
|                | CD             | Alain Poher      | 72 624  | 25,15 %    | 97 706  | 41,85 %    |  |  |
|                | PC             | Jacques Duclos   | 60 034  | 20,79 %    |         |            |  |  |
|                | PSU            | Michel Rocard    | 11 729  | 4,06 %     |         |            |  |  |
|                | SFIO           | Gaston Defferre  | 10 885  | 3,77 %     |         |            |  |  |
|                | LC             | Alain Krivine    | 3 516   | 1,22 %     |         |            |  |  |
|                | SE             | Louis Ducatel    | 3 186   | 1,1 %      |         |            |  |  |
|                |                |                  |         |            |         |            |  |  |
|                |                |                  | Nombre  | % inscrits | Nombre  | % inscrits |  |  |
| Inscrits       | Inscrits       | Inscrits         | 378 213 |            | 378 092 |            |  |  |
| Abstentions    | Abstentions    | Abstentions      | 85 345  | 22,57 %    | 128 159 | 33,9 %     |  |  |
| Votants        | Votants        | Votants          | 292 868 | 77,43 %    | 249 933 | 66,1 %     |  |  |
|                |                |                  |         |            |         |            |  |  |
|                |                |                  |         | % votants  |         | % votants  |  |  |
| Blancs ou nuls | Blancs ou nuls | Blancs ou nuls   | 4 131   | 1,41 %     | 16 470  | 6,59 %     |  |  |
| Exprimés       | Exprimés       | Exprimés         | 288 737 | 98,59 %    | 233 463 | 93,41 %    |  |  |

### 1965
L'élection présidentielle de 1965 est la première élection au suffrage universel direct à la suite du référendum d'octobre 1962. De Gaulle est mis en ballottage, à la surprise générale, par Mitterrand, candidat unique de la gauche. La campagne du second tour est axée sur l'Europe et les relations internationales ainsi que sur l'armement nucléaire. De Gaulle est finalement réélu avec une large avance.
En Meurthe-et-Moselle, Charles de Gaulle arrive en tête du premier tour avec 48,75 % des exprimés, suivi de François Mitterrand (30,18 %), Jean Lecanuet (15,79 %), Jean-Louis Tixier-Vignancour (3,14 %) et Marcel Barbu (1,1 %). Au second tour, les électeurs ont voté à 58,69 % pour Charles de Gaulle contre 41,31 % pour François Mitterrand avec un taux de participation de 85,94 % des inscrits.
|                | UNR            | Charles de Gaulle            | 154 800 | 48,75 %    | 181 858 | 58,69 %    |  |  |
|                | CIR            | François Mitterrand          | 95 848  | 30,18 %    | 128 010 | 41,31 %    |  |  |
|                | MRP            | Jean Lecanuet                | 50 141  | 15,79 %    |         |            |  |  |
|                | SE             | Jean-Louis Tixier-Vignancour | 9 961   | 3,14 %     |         |            |  |  |
|                | SE             | Marcel Barbu                 | 3 490   | 1,1 %      |         |            |  |  |
|                | PLE            | Pierre Marcilhacy            | 3 310   | 1,04 %     |         |            |  |  |
|                |                |                              |         |            |         |            |  |  |
|                |                |                              | Nombre  | % inscrits | Nombre  | % inscrits |  |  |
| Inscrits       | Inscrits       | Inscrits                     | 369 553 |            | 369 449 |            |  |  |
| Abstentions    | Abstentions    | Abstentions                  | 48 865  | 13,22 %    | 51 932  | 14,06 %    |  |  |
| Votants        | Votants        | Votants                      | 320 688 | 86,78 %    | 317 517 | 85,94 %    |  |  |
|                |                |                              |         |            |         |            |  |  |
|                |                |                              |         | % votants  |         | % votants  |  |  |
| Blancs ou nuls | Blancs ou nuls | Blancs ou nuls               | 3 138   | 0,98 %     | 7 649   | 2,41 %     |  |  |
| Exprimés       | Exprimés       | Exprimés                     | 317 550 | 99,02 %    | 309 868 | 97,59 %    |  |  |